# Bosanska Krupa
Bosanska Krupa – miasto w Bośni i Hercegowinie, w Federacji Bośni i Hercegowiny, w kantonie uńsko-sańskim, siedziba gminy Bosanska Krupa. W 2013 roku liczyło 10 196 mieszkańców, z czego większość stanowili Boszniacy.